# Méhész Sándor
Méhész Sándor (1955–) magyar hivatásos katona, őrnagy, ejtőernyős sportoló. Beceneve „Méhecske”.

## Életpálya
Első ugrását 1972-ben hajtotta végre a dunaújvárosi Kisapostag repülőtéren. 1975-1977 között Börgöndön ejtőernyősként szolgált. Leszerelés után folytatta az ejtőernyőzést. 1981-ben Szentkirályszabadjára hivatásos katonának állt. Az An–26-os MN 1936 Szállítórepülő Század, Ejtőernyős és légideszant-szolgálat, deszanttechnikus, ugrató parancsnok kutató-mentő beosztásban szolgált. Az Asbóth Oszkár Vezetésbiztosító és Futárhelikopter Ezred, megszüntetése után, szolgálati érdekből, áthelyezésre került a MH 59. Szentgyörgyi Dezső Harcászati Repülő Ezred, Ejtőernyős Szolgálat eje. szolgálat főnöki beosztásba. Szolgálat érdekében több szolgálati helyen szolgált, ejtőernyős beosztásokban. További szolgálati helyek: MH Szárazföldi Csapatok Parancsnoksága [Székesfehérvár]- MH Repülő és Légvédelmi Főcsoportfőnökség, Repülőfőnökség[Budapest] - MH Légierő Vezérkar, majd átszervezés során MH Légierő Parancsnokság, [Veszprém]. 1999-ben az SFOR-ban Boszniában is szolgált. 2005. április 30-án nyugállományba vonult. Végrehajtott ejtőernyős ugrásainak száma 2011-ig 6400.

## Sportegyesületei
- 1972 -től 1981 -ig a Dunaújvárosi Repülő és Ejtőernyős Klub (Kisapostag)
- 1981 -től 1986 -ig a Asbóth Oszkár Sportegyesület (Veszprém) Ejtőernyős Szakosztály,
- 1986 -tól Killián György Repülő Műszaki Főiskola SE. (Szolnok) Ejtőernyős Szakosztály,
- 1998 -tól a Szolnoki Repülőtiszti Főiskola Honvéd SE. ejtőernyős szakosztályát vezette.
- 2002 -től a (Szolnok) Honvéd Sportrepülő Egyesülethez igazolt.
- 1983 -tól tagja volt a Magyar Honvédség ejtőernyős válogatottjának.

## Sportvezetőként
- több hazai és nemzetközi versenyen a katona válogatott csapatvezetője,
- 2005 -2009-között a Magyar Repülő Szövetség (MRSZ) főtitkára,
- 1991 -től tagja a Veterán Repülők és Ejtőernyősök Fejér Megyei Egyesületének, 2004 -ben titkára,
- elnökségi tagja a Magyar Ejtőernyősök Bajtársi Szövetségének,
- 2000 -ben a Semmelweis Egyetem Testnevelési és Sporttudományi Karán, Ejtőernyős, szakedzői diplomát szerez,